# Burnout (personaggio)
(Burnout)
Burnout il cui vero nome è Robert "Bobby" Lane è un personaggio della serie a fumetti WildStorm Gen¹³, scritta da Jim Lee e Brandon Choi e disegnata da J. Scott Capbell.

## Personalità
Bobby è il tipico teenager americano che passa le serate andando da una festa all'altra, a concerti dal vivo o in discoteca.
La musica sembra essere l'unica vera passione di Bobby che, dotato di scarse capacità di concentrazione finisce per non portare mai a termine ciò che inizia. Suona la chitarra elettrica e nonostante Lynch consideri la sua musica solo rumore Grunge è un suo grande fan. Ha perfino rimpiazzato il chitarrista delle Sirens, band della sua ex fidanzata Mel.
È spesso visto come l'antitesi di Fairchild: docile, mansueta, responsabile, intraprendente e timida; Bobby è infatti esagitato, attaccabrighe, inaffidabile ed inconcludente ai limiti del possibile. I due ragazzi, dai caratteri complementari nutrono attrazione reciproca fin dal primo momento ma la manifestano solo dopo molto tempo. Nonostante l'inaffidabilità Bobby è in realtè un ragazzo sempre pronto a sacrificarsi per i suoi compagni, e lo dimostrerà rimanendo accecato per difendere Fairchild da una mina.
Anche se non pensa mai alle conseguenze delle sue azioni e mette a volte in pericolo le persone a lui care è sempre pronto a subire le conseguenze e ad ammettere le sue colpe. Inoltre pensa molto alle sue azioni dopo averle compiute, è un tipo molto profondo e si fa tante domande ma preferisce mostrarsi superficiale. L'unica a conoscerlo per come è davvero è Caitlin. Bournout, il suo nome in codice gli venne attribuito proprio per via del suo carattere temerario e irriflessivo. È l'unico membro di Gen¹³ a indossare un costume e avere un nome in codice. Il rapporto tra lui e Lynch è sempre molto difficile e teso, mentre con gli altri membri del gruppo ha quasi un'intesa fraterna.
Altra grande passione di Bobby sono le donne. Totalmente incapace ed indesideroso di avere una relazione stabile si è collezionato una lunga serie di ex: generalmente ragazze con cui esce per un certo periodo, porta a letto e dimentica. Proprio questo suo atteggiamento è uno dei motivi per cui Rainmaker rifiuterà continuamente le sue attenzioni, crescendo però maturerà ed diverrà più serio nei rapporti di coppia.
Inizialmente tuttavia il carattere del personaggio era completamente opposto, Bobby nei primi volumi oltre ad avere un diverso colore di occhi e capelli (prima rossi e poi biondi) è dipinto come un solitario incompassionevole e perennemente depresso con un'unica espressione truce stampata in volto. Inoltre il nome in codice Burnout (sempre attribuitogli dai compagni) stava ad intendere "fuso" o "sballato".

## Biografia del personaggio

### Infanzia e adolescenza
Bobby è figlio di John Lynch, ex-membro del Team 7, il quale fu a suo tempo responsabile della dispersione delle tracce dei compagni alle Operazioni Internazionali per permettere di avere una vita normale sia a loro che a se stesso e sua moglie, la quale però lo lasciò e se ne andò quando loro figlio Robert era troppo piccolo per ricordare.
Il suo nome legale Robert Lynch fu modificato in Lane dopo la morte della madre (avvenuta in circostanze non specificate), il piccolo Bobby fu passato in diverse famiglie adottive che finirono per rifiutarlo e rispedirlo ai servizi sociali per via della sua propensione a combinare danni. L'unico ricordo piacevole che ha di questo periodo fu il tempo passato con la famiglia Tsung, dove strinse un profondo rapporto d'amicizia con Han Tsung, che tutt'oggi considera come una sorella adottiva nonostante i genitori di lei lo respinsero.
Crescendo si fece sempre di più la fama di "testa calda" e irresponsabile tanto che i suoi compagni di scuola gli diedero il soprannome che poi diventerà il suo nome di battaglia: Burnout.
Divenuto adolescente venne reclutato dagli uomini del progetto Genesis, intenzionati a trovare ragazzi Gen-attivi nella tredicesima generazione americana. Alla sede del progetto conosce e stringe amicizia con Fairchild, Freefall, Grunge e Sarah Rainmaker, insieme i cinque scopriranno i piani del governo nei loro confronti e, dopo aver manifestato i loro poteri fuggiranno aiutati proprio da John Lynch.

### Gen¹³
Stabilitosi a La Jolla in California con il resto del gruppo, Bobby inizierà la sua carriera da supereroe con i Gen¹³: egli è subito fortemente attratto da Rainmaker ma non ricambiato poiché lei si sente più attratta dalle donne e lo considerà "il ragazzo più stupido ed irresponsabile che abbia mai conosciuto", tuttavia col tempo riusciranno a diventare buoni amici.
Bobby è considerato il secondo membro più temibile di Gen¹³ dopo Faichild, in quanto il suo potere è in continua espansione e non si sa quali limiti possa raggiungere; i suoi successi, anche personali nella lotta al crimine sono molteplici, tra i tanti è da segnalare la sconfitta dI Helmut.
Più avanti lui e Lynch si scopriranno padre e figlio, dopo molte incomprensioni iniziali riusciranno entrambi ad accettare quai ruoli, sebbene continuino ad avere parecchie e continue divergenze ed una basilare tensione del loro rapporto.
Per un breve periodo si scoprirà dotato anche di poteri telepatici, ma li perderà dopo un confronto mentale finito male con un altro individuo Gen-attivo telepate.
Alla fine del secondo volume di Gen¹³ Bobby, così come tutto il gruppo sarà dato per morto in un'esplosione, tuttavia in realtà la squadra era solo dispersa in un altro universo e torna poco dopo.

### Worldstorm
Dopo l'arrivo di Capitan Atom nell'universo Wildstorm l'intera linea temporale del modo di Gen¹³ viene riscritta e le vite dei personaggi modificate.
La principale differenza con questa nuova versione di Bobby è che sia stato in riformatorio ed abia tendenze Hyppie e pacifiste oltre al suo classico carattere, reclutato da Tabula Rasa piuttosto che Genesis conosce i suoi cinque compagni di squadra, sviluppa i suoi poteri e sfugge alle "cure" del governo.
Da qui la storia si sviluppa in maniera analoga
Maturando Bobby diviene più affidabile e riflessivo, e durante l'armageddon del World's end nello svolgersi di una battaglia contro dei loro cloni creati dal governo Bobby rimane ferito nell'esplosione di una mina per proteggere Caitlin e resta cieco.
La possente rossa, per gratitudine lo assisterà nella sua cecità come una sorta di infermiera e tra idue si instaurerà un'intesa sentimentale inaspettata che provoca in parte le gelosie di Rainmaker per entrambi.
Bobby si ristabilirà dalla cecità dopo pochi giorni, rimanendo incapace di vedere in modo convenzionale ma acquisendo l'abilità di far sì che i suoi occhi a comando vedano lo spettro calorifero delle creature viventi e degli oggetti.
Il gruppo si recherà per la città in cerca di sopravvissuti all'olocausto ed affronterà vari pericoli. Di notte, lui e Caitlin, trovatisi un luogo appartato si dichiareranno i reciproci sentimenti con un bacio.

## Poteri e abilità
Burnout è in grado di generare e manipolare il plasma su vari livelli di calore, può emettere fiamme di dimensioni e calore impressionanti ed addirittura provocare incendi, inoltre è in grado anche di manipolare le fiamme non emesse dal suo corpo e per prendere fuoco ed attivare il suo potere gli basta anche solo il minimo quantitativo di ossigeno.
Bobby può anche solo manipolare il calore atmosferico di modo da rendere qualunque posto torrido estinguendo la vita vegetale. Secondo quanto affermato da Lynch, Bobby sarebbe come un nucleo solare che subisce continui processi termonucleari interni e per questo il suo potere è in costante aumento, è ignoto il calore massimo che il ragazzo possa raggiungere.
Burnout è inoltre in grado di generare le sue fiamme non solo in maniera offensiva ma anche come difesa dagli attacchi fisici o esterni, inoltre può addirittura surriscaldare l'aria intorno a sé di modo da levitare o addirittura volare.
Dopo essere stato accecato Bobby svilupperà il potere di attivare a comando una sorta di visione calorifica, adattando i suoi occhi a vedere agli infrarossi o agli ultravioletti.
Per breve tempo ha posseduto anche Poteri telepatici che però ha perso in uno scontro mentale con un altro telepate. Dei poteri psichici gli rimane tuttavia un residuo di legame mentale con i compagni di Gen¹³, il quale gli consente di percepirli ovunque si trovino con esattezza millimetrica. A seguito della cecità questa capacità si rivelerà parecchio utile.
Inoltre se la cava egregiamento anche nel corpo a corpo ed è un ottimo sportivo.

## Altre versioni
- Nella serie WildeC.A.T.s/Spawn del leggendario Alan Moore, in cui Spawn prende il posto ed i poteri di Satana e sottomette il mondo Wildstorm ribattezzatosi Ipissimus, Bobby è diventato l'amministratore finanziario del reame demoniaco assieme all'amico Grunge.

## Altri Media
- Nella versione animata di Gen¹³ Bobby compare in un cameo all'allenamento del progetto Genesis dove combattono Fairchild e Rainmaker, non si sa se si salvi quando la sede del progetto salta in aria.